# No Longer Rangers
No Longer Rangers (戦隊大失格, Sentai Daishikkaku) est un shōnen manga écrit et dessiné par Negi Haruba. Il est prépublié dans le magazine Weekly Shōnen Magazine de l'éditeur Kōdansha depuis le 3 février 2021. La version française est publiée par Pika Édition depuis le 8 juin 2022.
Une adaptation en anime, produite par Yostar Pictures (ja), est diffusée entre le 7 avril et le 30 juin 2024 et simultanément sur Disney+ à l'international. Une deuxième saison est diffusée entre le 13 avril et le 29 juin 2025.

## Synopsis
Depuis de nombreuses années, les Dragon Keepers, cinq guerriers super sentai, sont connus pour se battre sans relâche afin de défendre la Terre contre les tentatives d'invasion d'une armée maléfique… Mais ce que tout le monde croit savoir est faux : en réalité, les envahisseurs ont été vaincus il y a plus de dix ans et se sont rendus aux guerriers terriens. Sans chef, ils sont forcés de continuer à jouer leur rôle de méchants devant les caméras, enchainant défaite sur défaite, pour que la population croit encore que les Dragon Keepers les sauvent chaque semaine. Fatigué de cette mascarade, l'un des troupiers se rebelle et décide de vaincre les imposteurs que sont Dragon Keepers en infiltrant leur organisation.

## Personnages
Troupier D (戦闘員D, Sentōin D)
Voix japonaise : Yūsuke Kobayashi, voix française : Stéphane Otero
Yumeko Suzukiri (錫切 夢子, Suzukiri Yumeko)
Voix japonaise : Yumika Yano (ja), voix française : Delphine Rivière
Hibiki Sakurama (桜間 日々輝, Sakurama Hibiki)
Voix japonaise : Daishi Kajita (ja), voix française : Julien Portugais (adulte), Charlotte Hennequin (enfant)
Sosei Akabane (赤刎 創星, Akabane Sōsei) / Red Keeper (レッドキーパー, Reddo Kīpā)
Voix japonaise : Yūichi Nakamura, voix française : Adrien Larmande
Shōgo Aoshima (靑嶋 庄吾, Aoshima Shōgo) / Blue Keeper (ブルー キーパー, Burū Kīpā)
Voix japonaise : Gō Inoue (ja), voix française : Vincent Bonnasseau
Sesera Sakurama (桜間 世々良, Sakurama Sesera) / Pink Keeper (ピンクキーパー, Pinku Kīpā)
Voix japonaise : Mao Ichimichi, voix française : Joy Feldman
Chidori (千鳥) / Green Keeper (グリーンキーパー, Gurīn Kīpā)
Voix japonaise : Kōsuke Toriumi, voix française : Igor Chometowski
Shinya Kiritani (黄理谷 真夜, Kiritani Shinya) / Yellow Keeper (イエロー キーパー, Ierō Kīpā)
Voix japonaise : Kensho Ono (ja), voix française : Erwan Zamor
Shun Tokita (朱鷺田 隼, Tokita Shun)
Voix japonaise : Hiroyuki Yoshino, voix française : Mathias Timsit
Kai Shion (獅音 海, Shion Kai)
Voix japonaise : Yūki Ono, voix française : Matthieu Albertini
Komachi Aizome (藍染 小町, Aizome Komachi)
Voix japonaise : Rika Nagae (ja), voix française : Charlotte Hennequin
Eigen Urabe (浦部 永玄, Urabe Eigen)
Voix japonaise : Seiichirō Yamashita (ja), voix française : Erwan Zamor
Kanon Hisui (翡翠 かのん, Hisui Kanon)
Voix japonaise : Azumi Waki (ja), voix française : Alice Taurand
Angel Usukubo (薄久保 天使, Usukubo Enjeru)
Voix japonaise : Shiori Mikami (ja), voix française : Nathalie Gazdik
Angelica Yukino (雪野 アンジェリカ, Yukino Anjerika)
Voix japonaise : Akari Kitō (ja), voix française : Joy Feldman
Masurao Nadeshiko (撫子 益荒男, Nadeshiko Masurao)
Voix japonaise : Fumihiko Tachiki, voix française : Pascal Germain
Sōjirō Ishikawa (石川 宗次郎, Ishikawa Sōjirō)
Voix japonaise : Daiki Hamano (ja), voix française : Benoît Lemaire
Renren Akebayashi (明林 恋蓮, Akebayashi Renren)
Voix japonaise : Tomoyo Kurosawa (ja), voix française : Charlotte Hennequin
Yamato Kurusu (来栖 大和, Kurusu Yamato)
Voix japonaise : Ryōta Ōsaka (ja), voix française : Antoine Escallon
Tsukasa Shippō (七宝 司, Shippō Tsukasa)
Voix japonaise : Masanori Shimizu, voix française : Vincent Bonnasseau
Ranmaru Koguma (小熊 蘭丸, Koguma Ranmaru)
Voix japonaise : Yukihiro Nozuyama (ja), voix française : Jean-Charles Deval
Draggie (リュージン君)
Voix japonaise : Masako Nozawa
Peltrola (ペルトロラ, Perutorora)
Voix japonaise : Hōchū Ōtsuka, voix française : Guillaume Bourboulon
Magatia (マガティア)
Troupière XX (戦闘員XX, Sentōin Ekusuzu)
Voix japonaise : Hina Yōmiya, voix française : Alice Taurand

## Manga
Sentai Daishikkaku (戦隊大失格) est écrit et illustré par Negi Haruba, l'auteur de The Quintessential Quintuplets. Le manga est prépublié depuis le dixième numéro de 2021 du magazine de prépublication de shōnen manga, le Weekly Shōnen Magazine, paru le 3 février 2021. Par la suite, les chapitres sont rassemblés et édités dans le format tankōbon par Kōdansha avec le premier volume publié le 16 avril 2021. La série compte depuis dix-neuf volumes tankōbon.
En novembre 2021, lors de la convention Anime NYC (en), Kōdansha USA annonce la version anglaise de la série sous le titre Go, Go, Loser Ranger! ainsi qu'un début de parution à l'automne 2022. En mars 2022, Pika Édition annonce l'obtention de la licence du manga pour la version française, sous le nom No Longer Rangers, et publie le premier volume dans sa collection Shōnen à partir du 8 juin 2022,.

### Liste des volumes
| no | Japonais          | Japonais          | Français         | Français          |
| no | Date de sortie    | ISBN              | Date de sortie   | ISBN              |
| --- | ----------------- | ----------------- | ---------------- | ----------------- |
| 1 | 16 avril 2021     | 978-4-0652-2984-2 | 8 juin 2022      | 978-2-8116-6584-5 |
| Liste des chapitres : - chap. 1 : Round 1000 (R1000) - chap. 2 : À la recherche de Red Keeper (レッドキーパー を 探せ, Reddo Kīpā Wo Saga Se) - chap. 3 : La voie du bien et la voie du mal (正道 と 悪道, Seitou To Akutou) - chap. 4 : Le kamikaze immortel (不死 の 鉄砲玉, Fushi No Teppoudama) - chap. 5 : L'attaque de l'envahisseur ! (怪人 の 一撃, Kaijin No Ichigeki) |                   |                   |                  |                   |
| 2 | 17 juin 2021      | 978-4-0652-3575-1 | 17 août 2022     | 978-2-8116-6959-1 |
| Liste des chapitres : - chap. 6 : Le poing de la justice (正義 の 鉄槌, Seigi No Tettsui) - chap. 7 : Paix et conquête (平和 と 制服, Heiwa To Seifuku) - chap. 8 : Des chemins qui ne se croisent pas (交わらない道, Heiwa To Seifuku) - chap. 9 : Cache-cache collant (ねっとりかくれんぼ, Nettori Kakurenbo) - chap. 10 : La force des liens (思いの重さ, Omoi no Omosa) - chap. 11 : Hibiki Sakurama, 4 ans (桜間 日々輝き 4歳, Sakurama Hibiki 4-Sai) - chap. 12 : Début de l'opération (作戦開始, Sakusen Kaishi) - chap. 13 : Dans le nid du dragon blanc (パイロン の 巣にて, Pairon No Sunite) - chap. 14 : Duster et Dragon Keeper (ダスター & ドラゴンキーパー, Dasutā & Doragon Kīpā) |                   |                   |                  |                   |
| 3 | 17 septembre 2021 | 978-4-0652-4852-2 | 12 octobre 2022  | 978-2-8116-7002-3 |
| Liste des chapitres : - chap. 15 : Le choix des troupiers (あの 日 の 戦闘員, Ano Hi No Sentouin) - chap. 16 : Les enfants Pink (ピンク 姉弟, Pinku Kyoudai) - chap. 17 : La pire équipe (最悪あく の コンビ, Saiaku No Kombi) - chap. 18 : L'épreuve du Dragon Blanc : l'humanoïde rouge 1 (パイロン の 試し験けん ＶＳ。赤あか の 怪人役, Pairon No Shinken VS. Aka no Kaijinyaku) - chap. 19 : L'épreuve du Dragon Blanc : l'humanoïde rouge 2 (パイロン の 試験けん ＶＳ。赤 の 怪人役 ➁, Pairon No Shinken VS. Aka no Kaijinyaku 2) - chap. 20 : L'épreuve du Dragon Blanc : l'humanoïde rouge 3 (パイロン の 試験けん ＶＳ。赤 の 怪人役 ➂, Pairon No Shinken VS. Aka no Kaijinyaku 3) - chap. 21 : L'épreuve du Dragon Blanc : l'humanoïde rouge 4 (パイロン の 試験けん ＶＳ。赤 の 怪人役 ➃, Pairon No Shinken VS. Aka no Kaijinyaku 4) - chap. 22 : L'épreuve du Dragon Blanc (パイロン の 試験, Pairon No Shinken) - chap. 23 : Vers un monde de paix (争い の 無い 世界へ, Araso no Nai Sekai-he) |                   |                   |                  |                   |
| 4 | 17 février 2022   | 978-4-0652-5997-9 | 7 décembre 2022  | 978-2-8116-7224-9 |
| Liste des chapitres : - chap. 24 : L'épreuve du Dragon Blanc : l'humanoïde bleu (パイロン の 試験けん ＶＳ。青 の 怪人役, Pairon No Shinken VS. Ao no Kaijinyaku) - chap. 25 : L'épreuve du Dragon Blanc : l'humanoïde vert (パイロン の 試験けん ＶＳ。緑 の 怪人役, Pairon No Shinken VS. Midori no Kaijinyaku) - chap. 26 : L'épreuve du Dragon Blanc : l'humanoïde jaune 1 (パイロン の 試験けん ＶＳ。黄 の 怪人役, Pairon No Shinken VS. Ki no Kaijinyaku) - chap. 27 : L'épreuve du Dragon Blanc : l'humanoïde jaune 2 (パイロン の 試験けん ＶＳ。黄 の 怪人役 ➁, Pairon No Shinken VS. Ki no Kaijinyaku 2) - chap. 28 : Yamato Kurusu, 12 ans (来栖 大和, １２歳, Kurusu Yamato, 12-sai) - chap. 29 : L'épreuve du Dragon Blanc : l'équipe des aspirants 1 (イロン の 試験 ＶＳ。候補生 チーム, Pairon No Shinken VS. Kouhosei Chiimu) - chap. 30 : L'épreuve du Dragon Blanc : l'équipe des aspirants 2 (イロン の 試験 ＶＳ。候補生 チーム ➁, Pairon No Shinken VS. Kouhosei Chiimu 2) - chap. 31 : L'épreuve du Dragon Blanc : l'équipe des aspirants 3 (イロン の 試験 ＶＳ。候補生 チーム ➂, Pairon No Shinken VS. Kouhosei Chiimu 3) - chap. 32 : L'épreuve du Dragon Blanc : l'équipe des aspirants 4 (イロン の 試験 ＶＳ。候補生 チーム ➃, Pairon No Shinken VS. Kouhosei Chiimu 4) |                   |                   |                  |                   |
| 5 | 15 avril 2022     | 978-4-0652-7529-0 | 1er février 2023 | 978-2-8116-7750-3 |
| Liste des chapitres : - chap. 33 : L'épreuve du Dragon Blanc : l'équipe des aspirants 5 (イロン の 試験 ＶＳ。候補生 チーム ➄, Pairon No Shinken VS. Kouhosei Chiimu 5) - chap. 34 : L'épreuve du Dragon Blanc : l'équipe des aspirants 6 (イロン の 試験 ＶＳ。候補生 チーム ➅, Pairon No Shinken VS. Kouhosei Chiimu 6) - chap. 35 : L'épreuve du Dragon Blanc : l'équipe des aspirants 7 (イロン の 試験 ＶＳ。候補生 チーム ➆, Pairon No Shinken VS. Kouhosei Chiimu 7) - chap. 36 : L'épreuve du Dragon Blanc : l'équipe des aspirants 8 (イロン の 試験 ＶＳ。候補生 チーム ⑧, Pairon No Shinken VS. Kouhosei Chiimu 8) - chap. 37 : L'épreuve du Dragon Blanc : l'équipe des aspirants 9 (イロン の 試験 ＶＳ。候補生 チーム ⑨, Pairon No Shinken VS. Kouhosei Chiimu 9) - chap. 38 : L'épreuve du Dragon Blanc : Blue Keeper 1 (イロン の 試験 ＶＳ。ブルー キーパー, Pairon No Shinken VS. Burū Kīpā) - chap. 39 : L'épreuve du Dragon Blanc : Blue Keeper 2 (イロン の 試験 ＶＳ。ブルー キーパー ➁, Pairon No Shinken VS. Burū Kīpā 2) - chap. 40 : L'épreuve du Dragon Blanc : Blue Keeper vs. Peltrola (ブルーキーパー ＶＳ。試験 ペルトロラ, Burū Kīpā VS. Kanbu Perutorora) - chap. 41 : L'épreuve du Dragon Blanc : Peltrola 1 (パイロン の 試験 ＶＳ。幹部 ペルトロラ, Pairon No Shinken VS. Kanbu Perutorora) - chap. 42 : L'épreuve du Dragon Blanc : Peltrola 2 (パイロン の 試験 ＶＳ。幹部 ペルトロラ ➁, Pairon No Shinken VS. Kanbu Perutorora 2) |                   |                   |                  |                   |
| 6 | 15 juillet 2022   | 978-4-0652-8429-2 | 17 mai 2023      | 978-2-8116-7751-0 |
| Liste des chapitres : - chap. 43 : L'épreuve du Dragon Blanc : Peltrola 3 (パイロン の 試し験けん ＶＳ。幹かん部ぶ ペルトロラ ➂, Pairon No Shinken VS. Kanbu Perutorora 3) - chap. 44 : L'épreuve du Dragon Blanc : Peltrola 4 (パイロン の 試し験けん ＶＳ。幹かん部ぶ ペルトロラ ➃, Pairon No Shinken VS. Kanbu Perutorora 4) - chap. 45 : L'épreuve du Dragon Blanc : Peltrola 5 (パイロン の 試し験けん ＶＳ。幹かん部ぶ ペルトロラ ➄, Pairon No Shinken VS. Kanbu Perutorora 5) - chap. 46 : L'épreuve du Dragon Blanc : Peltrola 6 (パイロン の 試し験けん ＶＳ。幹かん部ぶ ペルトロラ ➅, Pairon No Shinken VS. Kanbu Perutorora 6) - chap. 47 : Shōgo Aoshima, 18 ans 1 (靑あお嶋しま 庄しょう吾ご、１８歳, Aoshima Shōgo, 18-Sai) - chap. 48 : Shōgo Aoshima, 18 ans 2 (靑あお嶋しま 庄しょう吾ご、１８歳さい ➁, Aoshima Shōgo, 18-Sai 2) - chap. 49 : Troupier D, zéro an (戦せん闘とう 員いん D ０歳, Sentō-in D 0-Sai) - chap. 50 : L'épreuve du Dragon Blanc : Blue Keeper 3 (パイロン の 試し験けん ＶＳ。ブルー キーパー ➂, Pairon No Shinken VS. Burū Kīpā 3) - chap. 51 : Flash info (ニュース 速そく報, Nūsu Sokuhō) - chap. 52 : La sœur, le frère et les disparus (姉あね と 弟おとうと と 神かみ隠がくし, Ane to Otōto to Kamigakushi) |                   |                   |                  |                   |
| 7 | 17 octobre 2022   | 978-4-0652-9432-1 | 16 août 2023     | 978-2-8116-8152-4 |
| Liste des chapitres : - chap. 53 : L'unité limite (限げん界かい 部ぶ隊, Genkai Butai) - chap. 54 : Attaque surprise cordiale (愛あい想そ の 奇き襲しゅう, Aiso no Kishū) - chap. 55 : Une vie lycéenne de rêve 1 (夢ゆめ の 学がく園えん 生せい活, Yume no Gakuen Seikatsu) - chap. 56 : Une vie lycéenne de rêve 2 (夢ゆめ の 学がく園えん 生せい活かつ ➁, Yume no Gakuen Seikatsu 2) - chap. 57 : Une vie lycéenne de rêve 3 (夢ゆめ の 学がく園えん 生せい活かつ ➂, Yume no Gakuen Seikatsu 3) - chap. 58 : Une vie lycéenne de rêve 4 (夢ゆめ の 学がく園えん 生せい活かつ ➃, Yume no Gakuen Seikatsu 4) - chap. 59 : Une vie lycéenne de rêve 5 (夢ゆめ の 学がく園えん 生せい活かつ ➄, Yume no Gakuen Seikatsu 5) - chap. 60 : Une vie lycéenne de rêve 6 (夢ゆめ の 学がく園えん 生せい活かつ ➅, Yume no Gakuen Seikatsu 6) - chap. 61 : Une vie lycéenne de rêve 7 (夢ゆめ の 学がく園えん 生せい活かつ ➆, Yume no Gakuen Seikatsu 7) - chap. 62 : Une vie lycéenne de rêve 8 (夢ゆめ の 学がく園えん 生せい活かつ ⑧, Yume no Gakuen Seikatsu 8) |                   |                   |                  |                   |
| 8 | 16 décembre 2022  | 978-4-0652-9941-8 | 6 décembre 2023  | 978-2-8116-8153-1 |
| Liste des chapitres : - chap. 63 : Kanon Hisui, huit ans (翡ひ翠すい かのん 8歳, Hisui Kanon 8-sai) - chap. 64 : Une vie lycéenne de rêve 9 (夢ゆめ の 学がく園えん 生せい活かつ ⑨, Yume no Gakuen Seikatsu 9) - chap. 65 : Une vie lycéenne de rêve 10 (夢ゆめ の 学がく園えん 生せい活かつ ⑩, Yume no Gakuen Seikatsu 10) - chap. 66 : Une vie lycéenne de rêve 11 (夢ゆめ の 学がく園えん 生せい活かつ ⑪, Yume no Gakuen Seikatsu 11) - chap. 67 : Une vie lycéenne de rêve 12 (夢ゆめ の 学がく園えん 生せい活かつ ⑫, Yume no Gakuen Seikatsu 12) - chap. 68 : Une vie lycéenne de rêve 13 (夢ゆめ の 学がく園えん 生せい活かつ ⑬, Yume no Gakuen Seikatsu 13) - chap. 69 : Une vie lycéenne de rêve 14 (夢ゆめ の 学がく園えん 生せい活かつ ⑭, Yume no Gakuen Seikatsu 14) - chap. 70 : La fin du rêve (夢の終わり, Yume no Owari) - chap. 71 : Le petit grand banquet rituel (小さな大直会（だいなおらい）, Chīsana Dai Naorai (Dai Nao Rai)) - chap. 72 : La prochaine cible (次の標的へ, Tsugi no Hyōteki e) |                   |                   |                  |                   |
| 9 | 16 mars 2023      | 978-4-0653-0920-9 | 15 mai 2024      | 978-2-8116-8585-0 |
| Liste des chapitres : - chap. 73 : L'humanoïde mystérieux (未知の怪人, Michi no Kaijin) - chap. 74 : L'envahisseur le plus célèbre du monde (この世で一番有名な怪人, Konoyo de Ichiban Yūmeina Kaijin) - chap. 75 : Filature en amoureux (ストーキングデート, Sutōkingudēto) - chap. 76 : La tête à l'envers (逆向きになってる, Gyaku Muki ni Natteru) - chap. 77 : Labyrinthe (迷路, Mílù) - chap. 78 : Un assassinat de rien du tout (その程度の暗殺, Sono Teido no Ansatsu) - chap. 79 : Les recherches du troupier D (戦闘員Dの研究, Sentō in D no Kenkyū) - chap. 80 : Le jardin des monstroïdes 1 (怪獣の園, Kaijū no En) - chap. 81 : Le jardin des monstroïdes 2 (怪獣の園②, Kaijū no En 2) - chap. 82 : Le jardin des monstroïdes 3 (怪獣の園③, Kaijū no En 3) |                   |                   |                  |                   |
| 10 | 15 juin 2023      | 978-4-0653-1890-4 | 23 octobre 2024  | 978-2-8116-8586-7 |
| Liste des chapitres : - chap. 83 : La crise existentielle d'un humanoïde (怪人ライフクライシス, Kaijin Raifu Kuraishisu) - chap. 84 : Les expériences diaboliques de l'unité Yellow (忌まわしきイエロー部隊の実験, Imawashiki Ierō Butai no Jitsuken) - chap. 85 : Bienvenue à l'association de défense des humanoïdes 1 (ようこそ怪人保護協会へ, Yōkoso Kaijin Hogo Kyōkai) - chap. 86 : Bienvenue à l'association de défense des humanoïdes 2 (ようこそ怪人保護協会へ②, Yōkoso Kaijin Hogo Kyōkai 2) - chap. 87 : Bienvenue à l'association de défense des humanoïdes 3 (ようこそ怪人保護協会へ③, Yōkoso Kaijin Hogo Kyōkai 3) - chap. 88 : Choisis ta justice (どっちの正義ショー, Docchi no Seigi Shō) - chap. 89 : Victoire par forfait (不戦勝, Fusenshō) - chap. 90 : Le bon cheval (勝ち馬, Kachi Uma) - chap. 91 : Bats-toi par toi-même ! (勝手に戦え！, Katte ni Tatakae) - chap. 92 : Bats-toi pour toi-même ! (身勝手に戦え！, Migatte ni Tatakae) |                   |                   |                  |                   |
| 11 | 14 septembre 2023 | 978-4-0653-2887-3 | 19 février 2025  | 978-2-8116-9757-0 |
| Liste des chapitres : - chap. 93 : Bataille triangulaire 1 (戦保怪戦(せんぽかいせん), Senpo Kaisen) - chap. 94 : Kaede Ukyô, 18 ans, et Jûji Sazan, 16 ans (右京楓18歳 左山十字16歳, Ukyō kaede 18-sai sayama Jūji 16-sai) - chap. 95 : Bataille triangulaire 2 (戦保怪戦(せんぽかいせん) ②, Senpo Kaisen 2) - chap. 96 : Bataille triangulaire 3 (戦保怪戦(せんぽかいせん) ③, Senpo Kaisen 3) - chap. 97 : Bataille triangulaire 4 (戦保怪戦(せんぽかいせん) ④, Senpo Kaisen) 4) - chap. 98 : Keisuke Sôma, 17 ans (蒼馬圭介 17歳, Aoi ma Keisuke 17-sai) - chap. 99 : Bataille triangulaire 5 (戦保怪戦(せんぽかいせん) ⑤, Senpo Kaisen 5) - chap. 100 : Bataille triangulaire 6 (戦保怪戦(せんぽかいせん) ⑥, Senpo Kaisen 6) - chap. 101 : Bataille triangulaire 7 (戦保怪戦(せんぽかいせん) ⑦, Senpo Kaisen 7) - chap. 102 : Bataille triangulaire 8 (戦保怪戦(せんぽかいせん) ⑧, Senpo Kaisen 8) |                   |                   |                  |                   |
| 12 | 16 novembre 2023  | 978-4-0653-3515-4 | 18 juin 2025     | 978-2-8116-9759-4 |
| Liste des chapitres : - chap. 103 : Akane Yamabuki, 10, 17 et 23 ans (山吹茜 10・17・23歳, Yamabuki Akane 10 17 23-sai) - chap. 104 : Bataille triangulaire 9 (戦保怪戦(せんぽかいせん) ⑨, Senpo Kaisen 9) - chap. 105 : Bataille triangulaire 10 (戦保怪戦(せんぽかいせん) ⑩, Senpo Kaisen 10) - chap. 106 : Bataille triangulaire 11 (戦保怪戦(せんぽかいせん) ⑪, Senpo Kaisen 11) - chap. 107 : Bataille triangulaire 12 (戦保怪戦(せんぽかいせん) ⑫, Senpo Kaisen 12) - chap. 108 : Bataille triangulaire 13 (戦保怪戦(せんぽかいせん) ⑬, Senpo Kaisen 13) - chap. 109 : Bataille triangulaire 14 (戦保怪戦(せんぽかいせん) ⑭, Senpo Kaisen 14) - chap. 110 : Bataille triangulaire 15 (戦保怪戦(せんぽかいせん) ⑮, Senpo Kaisen 15) - chap. 111 : Bataille triangulaire 16 (戦保怪戦(せんぽかいせん) ⑯, Senpo Kaisen 16) - chap. 112 : Sesera Sakurama, 13 ans (桜間世々良（さくらませせら）13歳, Sakurama Sesera 13-sai) |                   |                   |                  |                   |
| 13 | 16 février 2024   | 978-4-0653-4553-5 | 22 octobre 2025  | 978-2-8116-9761-7 |
| Liste des chapitres : - chap. 113 : 戦保怪戦(せんぽかいせん) ⑰ (Senpo Kaisen 17) - chap. 114 : 戦保怪戦(せんぽかいせん) ⑱ (Senpo Kaisen 18) - chap. 115 : 薄久保天使（えんじぇる）4歳 (Usukubo Enjeru 4-sai) - chap. 116 : 戦保怪戦(せんぽかいせん) ⑲ (Senpo Kaisen 19) - chap. 117 : 千萬の満月(ザ・チェンジドリアル) 20歳 (Za Chenjidoriaru 20-sai) - chap. 118 : 戦保怪戦(せんぽかいせん) ⑳ (Senpo Kaisen 20) - chap. 119 : 戦保怪戦(せんぽかいせん) ㉑ (Senpo Kaisen 21) - chap. 120 : 戦保怪戦(せんぽかいせん) ㉒ (Senpo Kaisen 22) - chap. 121 : 薄久保薬師 18歳 (Usukubo Yakushi 18-sai) - chap. 122 : 薄久保薬師 18歳 ② (Usukubo Yakushi 18-sai 2) |                   |                   |                  |                   |
| 14 | 16 mai 2024       | 978-4-0653-5511-4 | NC               |                   |
| Liste des chapitres : - chap. 123 : 戦保怪戦(せんぽかいせん) ㉓ (Senpo Kaisen 23) - chap. 124 : 戦保怪戦(せんぽかいせん) ㉔ (Senpo Kaisen 24) - chap. 125 : 戦保怪戦(せんぽかいせん) ㉕ (Senpo Kaisen 25) - chap. 126 : インターバル (Intābaru) - chap. 127 : 真っ白な赤 (Masshirona Aka) - chap. 128 : ホームパーティ (Hōmupāti) - chap. 129 : 御用改めである (Goyō Aratamedearu) - chap. 130 : 復讐は想起のあとで (Fukushū wa Sōki no Atode) - chap. 131 : キャラクター (Kyarakutā) - chap. 132 : テコ入れ (Tekoire) |                   |                   |                  |                   |
| 15 | 17 juillet 2024   | 978-4-0653-6156-6 | NC               |                   |
| Liste des chapitres : - chap. 133 : リベンジマッチ (Ribenji Macchi) - chap. 134 : リベンジマッチ② (Ribenji Macchi 2) - chap. 135 : キャリアアップ (Kyaria Appu) - chap. 136 : チョップマンとピンク部隊 (Choppuman to Pinku Butai) - chap. 137 : チョップマンとピンク部隊② (Choppuman to Pinku Butai 2) - chap. 138 : チョップマンとピンク部隊③ (Choppuman to Pinku Butai 3) - chap. 139 : チョップマンとピンク部隊④ (Choppuman to Pinku Butai 4) - chap. 140 : チョップマンとピンク部隊⑤ (Choppuman to Pinku Butai 5) - chap. 141 : 重岡智茂と萩野乃愛 (Shigeoka Tomoshige to Hagino Noa) - chap. 142 : 再会 (Saikai) |                   |                   |                  |                   |
| 16 | 17 octobre 2024   | 978-4-0653-7051-3 | NC               |                   |
| Liste des chapitres : - chap. 143 : 我等戦隊永久不滅 (Warera Sentai Eikyō Fumetsu) - chap. 144 : 家でゴロゴロ (Ie de Gorogoro) - chap. 145 : 戦闘員逃走中 (Sentō-in tōsō-chū) - chap. 146 : 戦闘員逃走中② (Sentōin Tōsōchū 2) - chap. 147 : 戦闘員逃走中③ (Sentōin Tōsōchū 3) - chap. 148 : 戦闘員逃走中④ (Sentōin Tōsōchū 4) - chap. 149 : 戦闘員逃走中⑤ (Sentōin Tōsōchū 5) - chap. 150 : 戦闘員逃走中⑥ (Sentōin Tōsōchū 6) - chap. 151 : 戦闘員逃走中⑦ (Sentōin Tōsōchū 7) - chap. 152 : 戦闘員逃走中⑧ (Sentōin Tōsōchū 8) |                   |                   |                  |                   |
| 17 | 17 janvier 2025   | 978-4-0653-8056-7 | NC               |                   |
| Liste des chapitres : - chap. 153 : 戦闘員逃走中⑨ (Sentōin Tōsōchū 9) - chap. 154 : 戦闘員逃走中⑩ (Sentōin Tōsōchū 10) - chap. 155 : お客様 (Okyakusama) - chap. 156 : イエロー位階持ち（ランカー） (Ierō Ikai-mochi (Rankā)) - chap. 157 : 消せない過去 (Kesenai Lako) - chap. 158 : 炎と氷 (Ho No o to Kōri) - chap. 159 : 終わらせる者達 (Owara Seru-sha-tachi) - chap. 160 : 三度寝 (San-do Ne) - chap. 161 : この黄なんの黄 (Kono Kinan no Ki) - chap. 162 : 裏ルート (Ura Rūto) |                   |                   |                  |                   |
| 18 | 16 avril 2025     | 978-4-0653-9044-3 | NC               |                   |
| Liste des chapitres : - chap. 163 : 黄理谷真夜28歳 (Kiritani Shinya 28-sai) - chap. 164 : 黄理谷真夜28歳② (Kiritani Shinya 28-sai 2) - chap. 165 : 黄理谷真夜28歳③ (Kiritani Shinya 28-sai 3) - chap. 166 : 黄理谷真夜28歳④ (Kiritani Shinya 28-sai 4) - chap. 167 : 黄理谷真夜28歳⑤ (Kiritani Shinya 28-sai 5) - chap. 168 : 黄理谷真夜10歳 (Kiritani Shinya 10-sai) - chap. 169 : 黄理谷真夜10歳② (Kiritani Shinya 10-sai 2) - chap. 170 : 黄理谷真夜10歳③ (Kiritani Shinya 10-sai 3) - chap. 171 : 崩壊 (Hōkai) - chap. 172 : 超スーパー日曜決戦開幕 (Chō Sūpā Nichiyō Kessen Kaimaku) |                   |                   |                  |                   |
| 19 | 12 août 2025      | 978-4-0654-0002-9 | NC               |                   |
| Liste des chapitres : - chap. 173 : 回生 (Kaisei) - chap. 174 : 瑠憂那 騎偉寿 ３歳 (Ryūna Kiiju 3-sai) - chap. 175 : 親愛 (Shin'ai) - chap. 176 : 翡翠かのん 11歳 (Hisui Kanon 11-sai) - chap. 177 : 翡翠かのん 11歳② (Hisui Kanon 11-sai 2) - chap. 178 : 最強 (Saikyō) - chap. 179 : 基軸 (Kijiku) - chap. 180 : 同類 (Dōrui) - chap. 181 : 道化 (Dōke) - chap. 182 : 再構築 (Sai Kōchiku) |                   |                   |                  |                   |
| 20 | NC                |                   | NC               |                   |
| PrépublicationListe des chapitres : - chap. 183 : 悪役 (Akuyaku) - chap. 184 : 標的 (Hyōteki) - chap. 185 : 共鏡 (Kyō Kagami) - chap. 186 : 念願 (Nengan) - chap. 187 : 本物 (Honmono) |                   |                   |                  |                   |

## Anime
Le 6 décembre 2022, une adaptation en anime est annoncée. Produite par Yostar Pictures (ja), Keiichi Satō (ja) supervise la réalisation, tandis que Keiichirō Ōchi (ja) s'occupe du scénario, les chara-designs sont quant à eux confiés à Kahoko Koseki, enfin Yoshihiro Ike (ja) compose la bande originale,.
Le thème du générique de début est Jikai Yokoku (次回予告) par Tatsuya Kitani (ja), tandis que le générique de fin est Seikai wa Iranai (正解はいらない) par Akari Nanawo. L'anime est diffusé au Japon entre le 7 avril et le 30 juin 2024 et simultanément sur Disney+ à l'international. Initialement prévue pour le 5 mai, la diffusion du cinquième épisode est reportée d'une semaine en raison de la diffusion de The Crowns (en), un tournoi de golf professionnel.
Après la diffusion du dernier épisode de la première saison, une deuxième saison est annoncée. Elle est diffusée entre le 13 avril et le 29 juin 2025. Le thème du générique de début est Maji de Sekai Kaechau 5-byō Mae (マジで世界変えちゃう5秒前) par le groupe Orange Range, tandis que le générique de fin est Seigi (正偽) par Fukurow note.

### Liste des épisodes

#### Première saison
| No                               | Titre français                                              | Titre japonais                           | Titre japonais                                    | Date de 1re diffusion |
| No                               | Titre français                                              | Kanji                                    | Rōmaji                                            | Date de 1re diffusion |
| -------------------------------- | ----------------------------------------------------------- | ---------------------------------------- | ------------------------------------------------- | --------------------- |
| 1                                | Nous sommes la justice ! Nous sommes les Gardiens Dragons ! | 俺たち正義さ！竜神戦隊ドラゴンキーパー！ | Oretachi Masayoshi sa! Ryūjin Sentai Doragonkīpā! | 7 avril 2024          |
| [Chapitre 1]                     |                                                             |                                          |                                                   |                       |
| 2                                | Allez, combattant D !                                       | 進め！戦闘員Ｄ！                         | Susume! Sentōin D!                                | 14 avril 2024         |
| [Chapitres 2-3-7]                |                                                             |                                          |                                                   |                       |
| 3                                | Notre mal prospéra, un jour !                               | いつか、悪の花は咲くだろう               | Itsuka, Aku no Hana wa Saku Darou                 | 21 avril 2024         |
| [Chapitres 3-4-5]                |                                                             |                                          |                                                   |                       |
| 4                                | Le soldat plein d'amour, Hibiki !                           | 愛のソルジャー日々輝！                   | Ai no Sorujā Hibiki!                              | 28 avril 2024         |
| [Chapitres 6-7-8-9-11-12]        |                                                             |                                          |                                                   |                       |
| 5                                | Combattant D, Ranger en herbe                               | いま、大戦際のなかで                     | Ima, Taisen Sai no Naka de                        | 12 mai 2024           |
| [Chapitres 7-13-14-15]           |                                                             |                                          |                                                   |                       |
| 6                                | 1 plus 2 égale... menace !                                  | 1たす2たす散々だ!                        | Ichi Tasu Ni Tasu Sanzanda!                       | 19 mai 2024           |
| [Chapitres 13-17-18-19-20-21]    |                                                             |                                          |                                                   |                       |
| 7                                | Le chemin tortueux vers l'examen final !                    | ジグザグ最終試験ロード！                 | Jiguzagu Saishū Shiken Rōdo!                      | 26 mai 2024           |
| [Chapitres 22-23-24-25-26-27]    |                                                             |                                          |                                                   |                       |
| 8                                | Criez haut et fort, cadets !                                | 訓練生、吼えろ！                         | Kunren-sei, Hoero!                                | 2 juin 2024           |
| [Chapitres 26-28-29-30-31-32]    |                                                             |                                          |                                                   |                       |
| 9                                | La fièvre de la bataille ! Combattant D !                   | バトル! フィーバー! D!                   | Batoru! Fībā! D!                                  | 9 juin 2024           |
| [Chapitres 33-34-35-36-37-38-39] |                                                             |                                          |                                                   |                       |
| 10                               | Le spectacle commence pour le Gardien Bleu !                | 全力全開！ ブルーキーパー！              | Zenryoku Zenkai! Burū Kīpā!                       | 16 juin 2024          |
| [Chapitres 40-41-42-43]          |                                                             |                                          |                                                   |                       |
| 11                               | Sur la voie de ma justice !                                 | 挑戦者 ON THE ROAD!                      | Chōsensha ON THE ROAD!                            | 23 juin 2024          |
| [Chapitres 44-45-46-47-48]       |                                                             |                                          |                                                   |                       |
| 12                               | Ne t'arrête jamais, combattant D !                          | ＮＥＶＥＲ ＳＴＯＰ Ｄ！                 | ＮＥＶＥＲ ＳＴＯＰ Ｄ！                          | 30 juin 2024          |
| [Chapitres 49-50-51]             |                                                             |                                          |                                                   |                       |

#### Deuxième saison
| No                               | Titre français                                    | Titre japonais                    | Titre japonais                               | Date de 1re diffusion |
| No                               | Titre français                                    | Kanji                             | Rōmaji                                       | Date de 1re diffusion |
| -------------------------------- | ------------------------------------------------- | --------------------------------- | -------------------------------------------- | --------------------- |
| 1 (13)                           | Regardez ! Les Dragon Keepers !                   | 見よ！ ドラゴンキーパー！         | Miyo! Doragon Kīpā!                          | 13 avril 2025         |
| [Chapitre 52]                    |                                                   |                                   |                                              |                       |
| 2 (14)                           | À cette école, à cet instant                      | この学園をこの時を                | Kono Gakuen o Kono Toki o                    | 20 avril 2025         |
| [Chapitres 53-54-55-56]          |                                                   |                                   |                                              |                       |
| 3 (15)                           | Souvenirs perdus                                  | ちぎれた記憶                      | Chigireta Kioku                              | 27 avril 2025         |
| [Chapitres 57-58-59-60]          |                                                   |                                   |                                              |                       |
| 4 (16)                           | Réalisez nos rêves, Rangers                       | 夢をかなえて大戦隊                | Yume o Kanaete Dai Sentai                    | 4 mai 2025            |
| [Chapitres 61-62-63-64-65-66]    |                                                   |                                   |                                              |                       |
| 5 (17)                           | L'arrivée de Vert : la force Maji Tsuyo           | グリーン降臨 ~マジ強フォース~     | Gurīn Kōrin ~ Maji Tsuyo Fōsu ~              | 11 mai 2025           |
| [Chapitres 67-68-69-70]          |                                                   |                                   |                                              |                       |
| 6 (18)                           | Perdu dans la confusion... Sérieusement           | 五里霧中 真剣か......             | Gorimuchū Shinken ka......                   | 18 mai 2025           |
| [Chapitres 71-72-73-74-75-76-77] |                                                   |                                   |                                              |                       |
| 7 (19)                           | Nous sommes la Société de protection des monstres | We are the KHK ~我ら怪人保護協会~ | We are the KHK ~ Warera Kaijin Hogo Kyōkai ~ | 25 mai 2025           |
| 8 (20)                           | Venez rejoindre les monstres !                    | みんな集まれ! 怪人じゃ            | Min'na Atsumare! Kaijin ja                   | 1er juin 2025         |
| 9 (21)                           | L'arrivée du combattant D !                       | 戦闘員D参上!                      | Sentōin D Sanjō!                             | 8 juin 2025           |
| 10 (22)                          | Un lien spécial : Hibiki et Sesera                | キズナ ~日々輝と世々良~           | Kizuna ~ Hibiki to Sesera ~                  | 15 juin 2025          |
| 11 (23)                          | Les Gardiens Dragons vs. Deathmecia               | ドラゴンキーパーVSデスメシア      | Doragon Kīpā VS Desumeshia                   | 22 juin 2025          |
| 12 (24)                          | Le seul et unique combattant D                    | Dこそオンリーワン                 | D Koso Onrīwan                               | 29 juin 2025          |

## Accueil
En 2021, lors des Next Manga Awards, No Longer Rangers est nommé dans la catégorie du « meilleur manga imprimé ». En octobre 2023, le tirage total du manga dépasse vingt millions d'exemplaires.

### Œuvres
Édition japonaise
Sentai Daishikkaku
1. 1 2  (ja) « 戦隊大失格 (1) », sur Kōdansha (consulté le 20 septembre 2022).
2. 1 2  (ja) « 戦隊大失格 (2) », sur Kōdansha (consulté le 20 septembre 2022).
3. 1 2  (ja) « 戦隊大失格 (3) », sur Kōdansha (consulté le 20 septembre 2022).
4. 1 2  (ja) « 戦隊大失格 (4) », sur Kōdansha (consulté le 20 septembre 2022).
5. 1 2  (ja) « 戦隊大失格 (5) », sur Kōdansha (consulté le 20 septembre 2022).
6. 1 2  (ja) « 戦隊大失格 (6) », sur Kōdansha (consulté le 20 septembre 2022).
7. 1 2  (ja) « 戦隊大失格 (7) », sur Kōdansha (consulté le 20 septembre 2022).
8. 1 2  (ja) « 戦隊大失格 (8) », sur Kōdansha (consulté le 16 novembre 2022).
9. 1 2  (ja) « 戦隊大失格 (9) », sur Kōdansha (consulté le 14 mars 2023).
10. 1 2  (ja) « 戦隊大失格 (10) », sur Kōdansha (consulté le 27 avril 2023).
11. 1 2  (ja) « 戦隊大失格 (11) », sur Kōdansha (consulté le 26 juillet 2023).
12. 1 2  (ja) « 戦隊大失格 (12) », sur Kōdansha (consulté le 20 octobre 2023).
13. 1 2  (ja) « 戦隊大失格 (13) », sur Kōdansha (consulté le 1er janvier 2024).
14. 1 2  (ja) « 戦隊大失格 (14) », sur Kōdansha (consulté le 27 mars 2024).
15. 1 2  (ja) « 戦隊大失格 (15) », sur Kōdansha (consulté le 24 mai 2024).
16. 1 2  (ja) « 戦隊大失格 (16) », sur Kōdansha (consulté le 28 août 2024).
17. 1 2  (ja) « 戦隊大失格 (17) », sur Kōdansha (consulté le 2 décembre 2024).
18. 1 2  (ja) « 戦隊大失格 (18) », sur Kōdansha (consulté le 21 février 2025).
19. 1 2  (ja) « 戦隊大失格 (19) », sur Kōdansha (consulté le 19 juin 2025).

Édition française
No Longer Rangers
1. 1 2  (fr) « No Longer Rangers T1 », sur Pika Édition (consulté le 20 septembre 2022).
2. 1 2  (fr) « No Longer Rangers T2 », sur Pika Édition (consulté le 20 septembre 2022).
3. 1 2  (fr) « No Longer Rangers T3 », sur Pika Édition (consulté le 20 septembre 2022).
4. 1 2  (fr) « No Longer Rangers T4 », sur Pika Édition (consulté le 20 septembre 2022).
5. 1 2  (fr) « No Longer Rangers T5 », sur Pika Édition (consulté le 2 novembre 2022).
6. 1 2  (fr) « No Longer Rangers T6 », sur Pika Édition (consulté le 23 décembre 2022).
7. 1 2  (fr) « No Longer Rangers T7 », sur Pika Édition (consulté le 8 juin 2023).
8. 1 2  (fr) « No Longer Rangers T8 », sur Pika Édition (consulté le 9 août 2023).
9. 1 2  (fr) « No Longer Rangers T9 », sur Pika Édition (consulté le 10 février 2024).
10. 1 2  (fr) « No Longer Rangers T10 », sur Pika Édition (consulté le 26 août 2024).
11. 1 2  (fr) « No Longer Rangers T11 », sur Pika Édition (consulté le 2 octobre 2024).
12. 1 2  (fr) « No Longer Rangers T12 », sur Pika Édition (consulté le 26 février 2025).
13. 1 2  (fr) « No Longer Rangers T13 », sur Pika Édition (consulté le 9 juin 2025).